# Keres (mythologie)
De Keres zijn vrouwelijke doodsgeesten uit de Griekse mythologie. Zij waren de dochters van Nyx en waren verwant aan de Moirai en Thanatos, de verpersoonlijking van de onderwereld. De Keres waren de geesten die na een veldslag het slagveld afzochten op zoek naar de gewonden en de stervenden.